# Echeveria amoena
Echeveria amoena là một loài thực vật có hoa trong họ Crassulaceae. Loài này được De Smet ex E.Morren miêu tả khoa học đầu tiên năm 1875.